# Hindemith-Institut

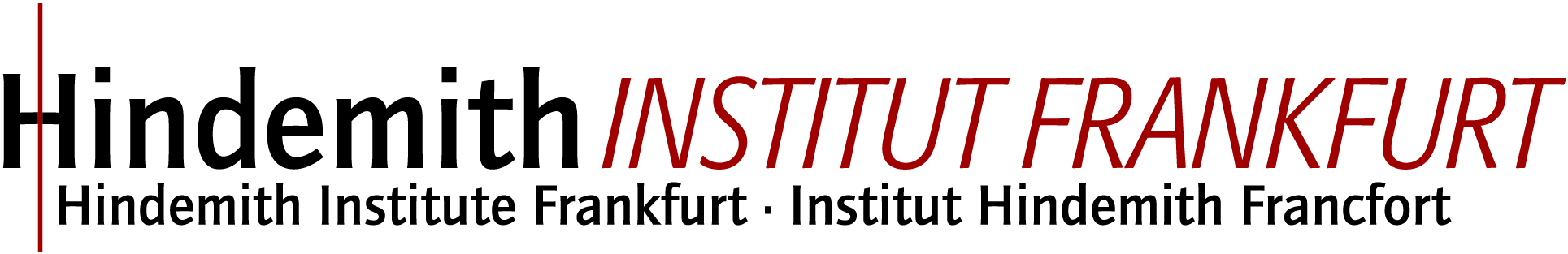
Logo

Das Hindemith Institut Frankfurt, gegründet 1974 in Frankfurt am Main, ist ein musikwissenschaftliches Forschungsinstitut und Zentrum der Hindemith-Forschung. Das Hindemith Institut Frankfurt ist eine Einrichtung der Hindemith-Stiftung mit Sitz in Blonay (Schweiz).

## Geschichte

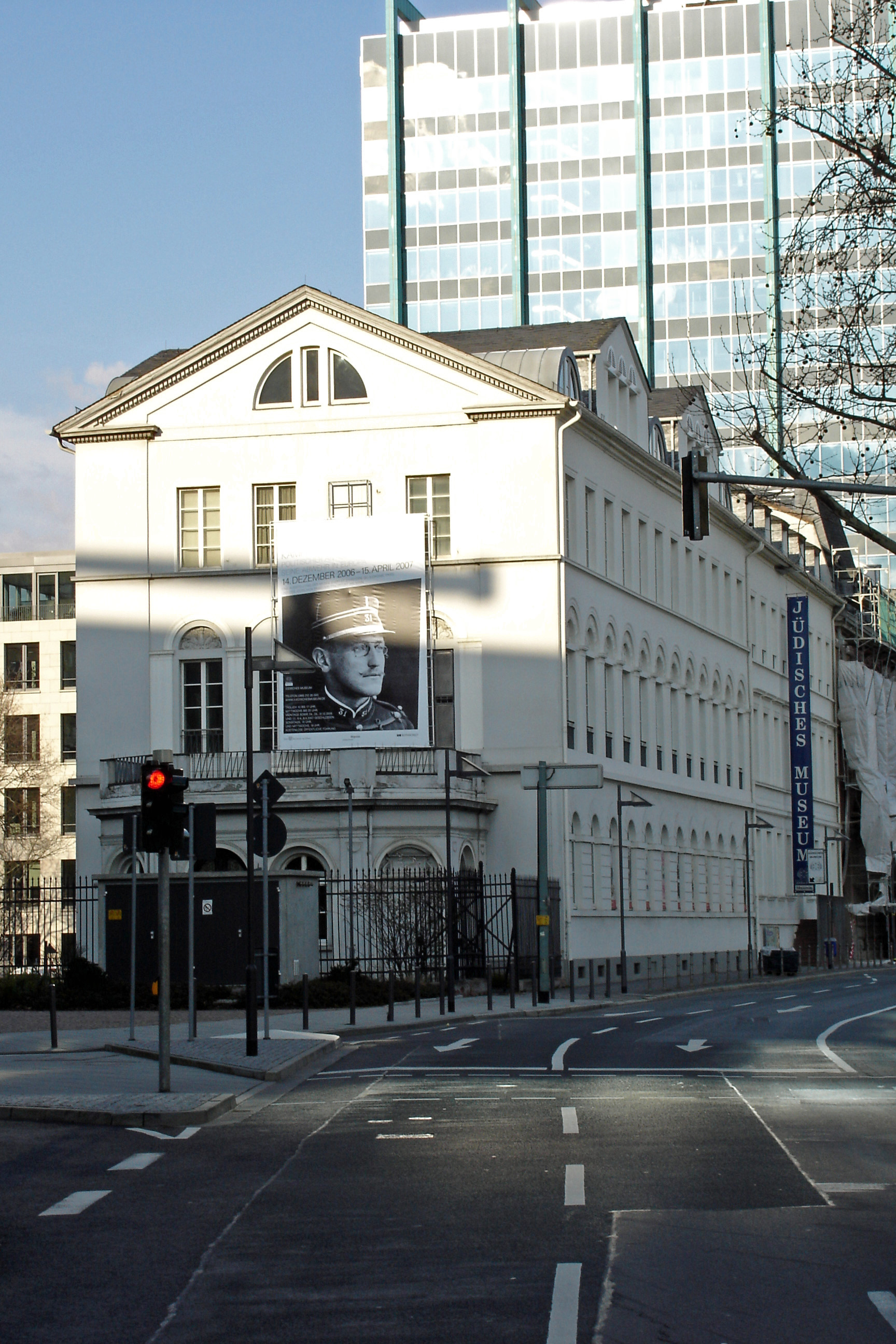
Jüdisches Museum Frankfurt (2007) und erster Sitz des Instituts

Nach dem Tode von Hindemith 1963 wurde der Nachlass des Komponisten in seinem letzten Domizil, der Villa La Chance in Blonay, aufbewahrt. Im Jahr 1974 richtete die Hindemith-Stiftung in Frankfurt am Main das Hindemith-Institut ein, das zunächst im Rothschild-Palais am Schaumainkai untergebracht war. Nachdem das Jüdische Museum Frankfurt im Palais errichtet worden war, bezog das Institut 1991 nach einer Zwischenstation in der Barckhausstraße eine Etage in den Räumen der Hochschule für Musik und Darstellende Kunst Frankfurt am Main. Seit 2024 ist es in der Goethe-Universität Frankfurt am Main untergebracht.

## Tätigkeiten
Das Institut ist Editionssitz der historisch-kritischen Gesamtausgabe seiner Werke und publiziert und betreut das Hindemith-Jahrbuch, den Newsletter Hindemith Forum sowie die Schriftenreihe Frankfurter Studien. Es veranstaltet eine Konzertreihe im Hindemith Kabinett im Frankfurter Kuhhirtenturm, das seit 2011 ein Museum zu Leben und Werk des Komponisten beherbergt. 
Rund um Hindemiths Geburtstag am 16. November finden in Kooperation mit Professoren und Studierenden der Hochschule für Musik und Darstellende Kunst Frankfurt am Main die Hindemith Tage statt.

## Ausstellungen
- seit 2011: Hindemith Kabinett im Kuhhirtenturm: Dauerausstellung zu Leben und Werk von Paul Hindemith
- seit 2021: Hindemith Kabinett im Kuhhirtenturm: Wechselausstellung Musikleben in Frankfurt 1918-1933

## Direktoren
- Dieter Rexroth (1974–1991)
- Giselher Schubert (1991–2011)
- Susanne Schaal-Gotthardt (seit 2011)

## Hindemith-Gesamtausgabe
Die Musikwissenschaftler Kurt von Fischer und Ludwig Finscher waren die ersten Herausgeber der Hindemith-Gesamtausgabe. Seit 2020 fungiert Giselher Schubert als Herausgeber. Im Jahr 2033 wird die Vervollständigung in 70 Bänden erwartet. Sie werden bei Schott Music verlegt. Band-Herausgeber sind u. a. Giselher Schubert, Annegrit Laubenthal, Christoph Wolff, Rudolf Stephan, Enjott Schneider, Arnold Werner-Jensen, Howard Boatwright, Stephen Hinton, Klaus Kropfinger, Peter Cahn, Hans Joachim Marx, Gerd Sannemüller, David Neumeyer, Hermann Danuser und Luther Noss. Seit 1974 ist Giselher Schubert Editionsleiter der Hindemith-Gesamtausgabe, seit 2011 gemeinsam mit Luitgard Schader.